# Matamala de Almazán
Matamala de Almazán – gmina w Hiszpanii, w prowincji Soria, w Kastylii i León, o powierzchni 62,99 km². W 2011 roku gmina liczyła 328 mieszkańców.